# Harmadik Vorster-kormány
A harmadik Vorster-kormány a Dél-afrikai Köztársaság ötödik felelős kormánya volt.

## A kabinet felépítése
A halványan megjelenített sorokban szereplő minisztereket a kormány mandátumának lejárta előtt leváltották.
| Poszt | Poszt                                                                | Miniszter                | Terminus          | Terminus          | Párt |
| Poszt | Poszt                                                                | Miniszter                | Kezdete           | Vége              | Párt |
| ----- | -------------------------------------------------------------------- | ------------------------ | ----------------- | ----------------- | ---- |
|       | Miniszterelnök                                                       | B. J. Vorster            | 1974. április 29. | 1978. október 10. | NP   |
|       | Külügyminiszter                                                      | Pik Botha                | 1977 májusa       | 1978. október 10. | NP   |
|       | Külügyminiszter                                                      | Hilgard Muller           | 1974. április 29. | 1977 májusa       | NP   |
|       | Védelmi miniszter                                                    | P. W. Botha              | 1974. április 29. | 1978. október 10. | NP   |
|       | Pénzügyminiszter                                                     | Owen Horwood             | 1975 februárja    | 1978. október 10. | NP   |
|       | Pénzügyminiszter                                                     | Nico Diederichs          | 1974. április 29. | 1975 februárja    | NP   |
|       | Belügyminiszter                                                      | Alwyn Schlebusch         | 1978 augusztusa   | 1978. október 10. | NP   |
|       | Belügyminiszter                                                      | Connie Mulder            | 1974. április 29. | 1978 augusztusa   | NP   |
|       | Információsminiszter                                                 | Connie Mulder            | 1974. április 29. | 1978 augusztusa   | NP   |
|       | Igazságügyi, rendészeti és börtönminiszter                           | Jimmy Kruger             | 1974. április 29. | 1978. október 10. | NP   |
|       | Közlekedési miniszter                                                | Lourens Muller           | 1974. április 29. | 1978. október 10. | NP   |
|       | Munkaügyi miniszter                                                  | Fanie Botha              | 1976. január 22.  | 1978. október 10. | NP   |
|       | Munkaügyi miniszter                                                  | Marais Viljoen           | 1974. április 29. | 1976. január 22.  | NP   |
|       | Bányaügyi miniszter                                                  | Fanie Botha              | 1976. január 22.  | 1978. október 10. | NP   |
|       | Bányaügyi miniszter                                                  | Piet Koornhof            | 1974. április 29. | 1976. január 22.  | NP   |
|       | Bevándorlásügyi miniszter                                            | Alwyn Schlebusch         | 1976. január 22.  | 1978. október 10. | NP   |
|       | Bevándorlásügyi miniszter                                            | Piet Koornhof            | 1974. április 29. | 1976. január 22.  | NP   |
|       | Sportminiszter                                                       | Piet Koornhof            | 1974. április 29. | 1978. október 10. | NP   |
|       | Gazdaságügyi miniszter                                               | Chris Heunis             | 1975 februárja    | 1978. október 10. | NP   |
|       | Gazdaságügyi miniszter                                               | Owen Horwood             | 1974. április 29. | 1975 februárja    | NP   |
|       | Bantu adminisztrációért, oktatásért és fejlődésért felelős miniszter | Willem Cruywagen         | 1978 januárja     | 1978. október 10. | NP   |
|       | Bantu adminisztrációért, oktatásért és fejlődésért felelős miniszter | M. C. Botha              | 1974. április 29. | 1978 januárja     | NP   |
|       | Egységes fejlődésért felelős miniszter                               | Connie Mulder            | 1978 januárja     | 1978. október 10. | NP   |
|       | Nemzeti oktatásért felelős miniszter                                 | Willem Cruywagen         | 1978 januárja     | 1978. október 10. | NP   |
|       | Nemzeti oktatásért felelős miniszter                                 | Piet Koornhof            | 1976. január 22.  | 1978 januárja     | NP   |
|       | Nemzeti oktatásért felelős miniszter                                 | J. P. van der Spuy       | 1974. április 29. | 1976. január 22.  | NP   |
|       | Közmunkaügyi miniszter                                               | Alwyn Schlebusch         | 1975              | 1978. október 10. | NP   |
|       | Közmunkaügyi miniszter                                               | Abraham du Plessis       | 1974. április 29. | 1975              | NP   |
|       | Agrárminiszter                                                       | Hendrik Schoeman         | 1974. április 29. | 1978. október 10. | NP   |
|       | Környezetvédelmi, vízügyi és erdészeti miniszter                     | Abraham Raubenheimer     | 1976              | 1978. október 10. | NP   |
|       | Környezetvédelmi, vízügyi és erdészeti miniszter                     | Fanie Botha              | 1974. április 29. | 1976              | NP   |
|       | Népjóléti és nyugdíjazási miniszter                                  | Frederik Willem de Klerk | 1978 januárja     | 1978. október 10. | NP   |
|       | Népjóléti és nyugdíjazási miniszter                                  | J. P. van der Spuy       | 1974. április 29. | 1978 januárja     | NP   |
|       | Posta- és telegráfminiszter                                          | Frederik Willem de Klerk | 1978 januárja     | 1978. október 10. | NP   |
|       | Posta- és telegráfminiszter                                          | J. P. van der Spuy       | 1976. január 22.  | 1978 januárja     | NP   |
|       | Posta- és telegráfminiszter                                          | Marais Viljoen           | 1974. április 29. | 1976. január 22.  | NP   |
|       | Egészségügyi miniszter                                               | Schalk van der Merwe     | 1974. április 29. | 1978. október 10. | NP   |
|       | Tervezési és statisztikaminiszter                                    | Schalk van der Merwe     | 1976. január 23.  | 1978. október 10. | NP   |
|       | Tervezési és statisztikaminiszter                                    | Jannie Loots             | 1974. április 29. | 1976. január 23.  | NP   |
|       | Turizmusért és indiaiakért felelős miniszter                         | Marais Steyn             | 1975 februárja    | 1978. október 10. | NP   |
|       | Turizmusért és indiaiakért felelős miniszter                         | Chris Heunis             | 1974. április 29. | 1975 februárja    | NP   |
|       | Közösségi fejlődésért felelős miniszter                              | Marais Steyn             | 1975 februárja    | 1978. október 10. | NP   |
|       | Közösségi fejlődésért felelős miniszter                              | Abraham du Plessis       | 1974. április 29. | 1975 februárja    | NP   |
|       | Kevert etnikumúak ügyeiért felelős miniszter                         | Hennie Smit              | 1976              | 1978. október 10. | NP   |
|       | Kevert etnikumúak ügyeiért felelős miniszter                         | Schalk van der Merwe     | 1974. április 29. | 1976              | NP   |

## Fordítás
Ez a szócikk részben vagy egészben  a   Third Cabinet of B. J. Vorster című angol Wikipédia-szócikk ezen változatának fordításán alapul.  Az eredeti cikk szerkesztőit annak laptörténete sorolja fel. Ez a jelzés csupán a megfogalmazás eredetét és a szerzői jogokat jelzi, nem szolgál a cikkben szereplő információk forrásmegjelöléseként.